# Robert Brufau
Roberto Brufau Niubó (Mollerusa, Lérida, España, 10 de julio de 1946 - ) es un arquitecto y profesor universitario español.

## Biografía
Estudió en la Escuela Técnica Superior de Arquitectura de Barcelona, graduándose el año 1971.
El año 1991 fue escogido presidente de la Asociación de Consultores de Estructuras de Cataluña, manteniendo este cargo hasta el 1998. Ha desarrollado su actividad docente a la Escuela Técnica Superior de Arquitectura de Barcelona, la Escuela Técnica Superior de Arquitectura del Vallés y en la Universidad Politécnica de Cataluña.

## Carrera profesional
El año 1968 inició su actividad como colaborador al estudio de Jorge Mir Valls, abriendo su propio estudio el año 1970. Especialista en la rehabilitación de edificios, ha colaborado con arquitectos como Arata Isozaki, Zaha Hadid, Richard Rogers, Jean Nouvel, Enrique Miralles, Norman Foster o Benedetta Tagliabue.
El año 1992 fue galardonado con el Premio Internacional de Arquitectura Mies van de Rohe y el 1997 con el Premio Nacional de Patrimonio Cultural, concedido por la Generalidad de Cataluña, por la rehabilitación de las buhardillas y azoteas del edificio de La Pedrera. A lo largo de su carrera ha recibido 31 Premios FAD y ha sido finalista por más de 120 obras, siendo galardonado el 1996 con un galardón especial.
El año 2011 las ingenieras Brufau, Obiol, Moya & Ass, Ingeniería de Puentes y Autopistas y Formilab se fusionaron para crear BOMAINPASA.
El año 2014, Roberto Brufau fundó BBG Estructuras Investigación y Rehabilitación, SLP. junto con Juan Ramón Blasco y Cristina Gil.
El año 2018, el CAATEEB lo galardonó con el Premio Especial a la Trayectoria Profesional.

## Obra publicada
- 1980: Resistencia de Materiales, 3 volúmenes
- 1983: La Estació de Bellaterra, motivo para un curso de Estructuras Metálicas
- 1995: Introducción a las estructuras
- 1997: Identificación del comportamiento resistente
- 2010: Rehabilitar con acero